# Plymouth Colt Vista
Plymouth Colt Vista – samochód osobowy typu minivan klasy kompaktowej produkowany pod amerykańską marką Dodge w latach 1983 – 1994.

## Pierwsza generacja

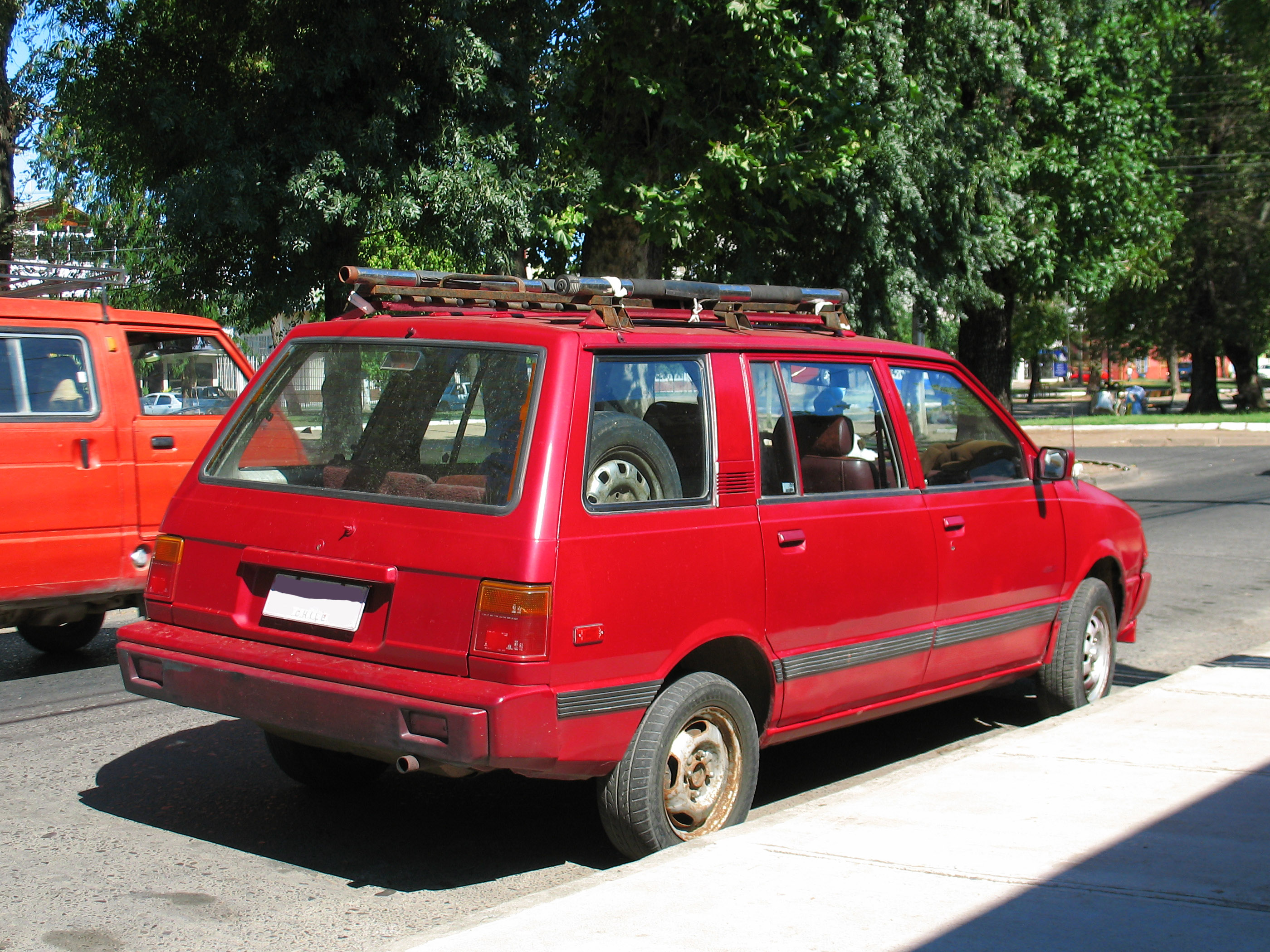
Plymouth Colt Vista I - tył

Plymouth Colt Vista I został zaprezentowany po raz pierwszy w 1983 roku.
W ramach szeroko zakrojonej współpracy między Mitsubishi a koncernem Chryslera, zdecydowano się poszerzyć ofertę modelową Plymoutha o rodzinny model plasujący się w ofercie poniżej vana Voyager.
Podobnie jak bliźniaczy Dodge Colt Vista, model Plymoutha był północnoamerykańską odmianą modelu Mitsubishi Space Wagon zmodyfikowaną nieznacznie z myślą o wymogach rynku Stanów Zjednoczonych i Kanady.
Różnice wizualne były minimalne - poza emblematami modelu, samochód nie nosił nawet logotypów Plymoutha. Na rynku kanadyjskim oferowano jeszcze równolegle trzeci, bliźniaczy model, Eagle Vista Wagon.

### Silniki
- L4 1.8l G37B
- L4 1.8l G62B
- L4 2.0l G63B

## Druga generacja

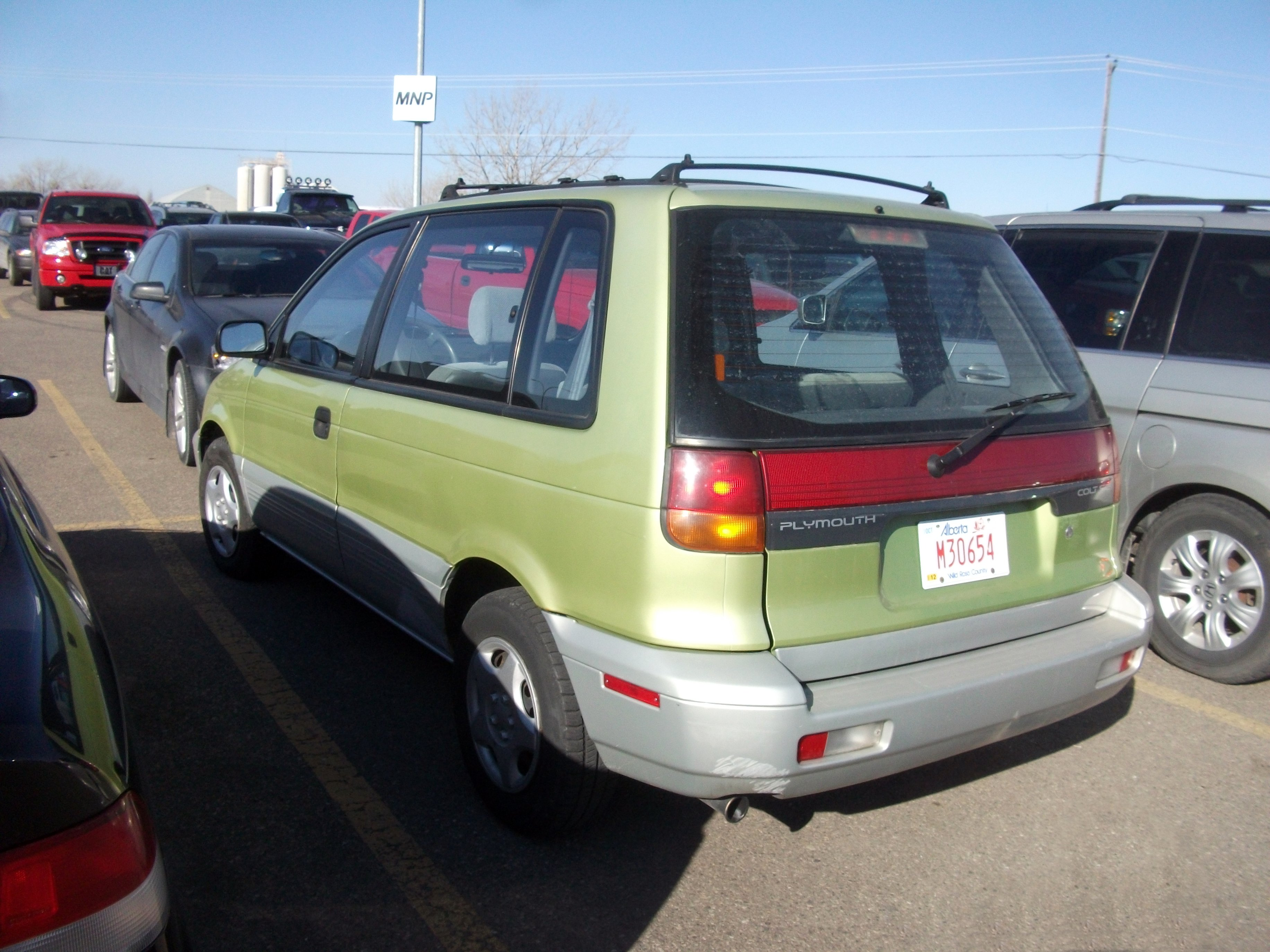
Plymouth Colt Vista II - tył

Plymouth Colt Vista II został zaprezentowany po raz pierwszy w 1991 roku.
Przy okazji prezentacji drugiej generacji modelu, Plymouth zdecydował się zachować dotychczasowy człon Vista w przeciwieństwie do modelu Dodge'a, który odtąd nazywał się Colt Wagon. Podobnie jak on jednak, Colt Vista II był bliźniaczym modelem Mitsubishi Expo LRV. 
Co więcej - po raz pierwszy japoński odpowiednik był oferowany równolegle z modelami koncernu Chryslera zarówno w Stanach Zjednoczonych, jak i Kanadzie. 
Podobnie jak w przypadku poprzednika, w Kanadzie swoją bliźniaczą odmianę oferowała też marka Eagle jako Eagle Summit Wagon. Produkcja trwała do 1994 roku.

### Silnik
- L4 1.8l 4G93